# Osamu moet moso
osamu moet moso（オサム・モエット・モッソ）とは2010年9月から全国を巡回している展覧会である。

## 概要
この展覧会は、「手塚治虫で妄想する。」をテーマに様々なクリエイターの手によって「手塚アキバ化」された作品が公開、及びオリジナルグッズの販売がされる。開催を重ねるごとに展示内容の拡大、及び参加クリエイターの増加が予定されている。

## 参加クリエイター
- あさりよしとお
- 文倉十
- 安野モヨコ
- 和泉つばす
- いとうのいぢ
- 岡崎能士
- 岡崎武士
- 岡崎みな
- 垣野内成美
- 上条衿

- 加茂
- 倉花千夏
- 呉由姫
- KEI
- 島崎麻里
- 高田明美
- 天神英貴
- 西又葵
- 平野俊弘
- 星野リリィ

- POP
- 美樹本晴彦
- 村田蓮爾
- 森チャック
- 吉崎観音
- ワダアルコ

## 会場
| 開催都市       | 展覧会場                                            | 開催期間                       | 展示会名                                                | 備考 |
| -------------- | --------------------------------------------------- | ------------------------------ | ------------------------------------------------------- | --- |
| 東京都千代田区 | 東京アニメセンター                                  | 2010年9月18日～ 2010年10月11日 | 「osamu moet moso」ハジメマシタ。                       | 正式開催前のプレイベント                                                                                                   |
| 東京都新宿区   | 新宿マルイワン                                      | 2010年11月1日～ 2010年11月22日 | osamu moet moso                                         | |
| 東京都千代田区 | 秋葉原UDX                                           | 2010年12月25日～ 2011年1月10日 | osamu moet moso RE アキハバラ                           | |
| 東京都中央区   | プランタン銀座                                      | 2011年3月1日～ 2011年3月8日    | osamu moet moso feat.森チャック                         | |
| 東京都中央区   | プランタン銀座                                      | 2011年3月9日～ 2011年3月28日   | osamu moet moso feat.上条衿                             | 3月16日までの予定だったが、東北地方太平洋沖地震の影響で、展示会の入れ替えが困難になったため3月28日までの延長開催となった。 |
| 兵庫県宝塚市   | 宝塚市立手塚治虫記念館                              | 2011年7月1日～ 2011年10月24日  | osamu moet moso feat.いとうのいぢ                       | |
| 東京都渋谷区   | ニコニコ本社                                        | 2011年8月1日～ 2011年8月21日   | osamu moet moso 夏休みスペシャル                        | |
| 東京都新宿区   | 新宿マルイワン                                      | 2011年12月27日～ 2012年1月12日 | osamu moet moso motto 〜feat.marui-one〜                | |
| 東京都千代田区 | コトブキヤ 秋葉原館                                 | 2012年1月7日～ 2012年1月20日   | osamu moet moso @AKIBA                                  | 3箇所同時開催。 |
| 東京都千代田区 | 有隣堂 ヨドバシAKIBA店                              | 2012年1月7日～ 2012年2月5日    | osamu moet moso @AKIBA                                  | 3箇所同時開催。 |
| 東京都千代田区 | 東京アニメセンター オフィシャルショップ@AKIBA INFO. | 2012年1月7日～ 2012年2月5日    | osamu moet moso @AKIBA                                  | 3箇所同時開催。 |
| 東京都杉並区   | 杉並アニメーションミュージアム                      | 2012年8月22日～ 2012年12月16日 | 手塚治虫の温故知新〜『osamu moet moso』と復刻マンガ展〜 | |
| 東京都江東区   | 東京国際展示場                                      | 2013年5月5日                   | OSAMU MEETS COMITIA osamu moet moso @COMITIA104         | |
| 東京都渋谷区   | 文房具カフェ                                        | 2013年5月15日～ 2013年6月14日  | 文房具カフェ × osamu moet moso                          | |

## 運営
- 主催：手塚プロダクション

## 書籍

### osamu moet moso CONCEPT BOOK 1.0
コミックマーケット79にて販売。

#### 参加クリエイター
イラスト
- 文倉十
- いとうのいぢ
- 岡崎武士
- 垣野内成美

- KEI
- 高田明美
- POP
- 美樹本晴彦

- 村田蓮爾
- 岡崎能士
- 岡崎みな
- 上条衿

- 加茂
- 平野俊弘
- 森チャック
- 吉崎観音

漫画
- 安野モヨコ
  - 『ゆに子』
  - 初出：『COMIC CUE』（イースト・プレス、1999年5月）
- 垣野内成美
  - 『ブラック・ジャック ドラキュラに捧ぐ』
  - 初出：『サスペリアミステリー』（秋田書店、2005年4月）

### osamu moet moso CONCEPT BOOK 1.25
コミックマーケット80にて販売。

#### 参加クリエイター
イラスト
- 和泉つばす
- 上条衿
- 呉由姫
- 天神英貴

- 西又葵
- 森チャック
- 吉崎観音
- ワダアルコ

### osamu moet moso CONCEPT BOOK 1.5
コミックマーケット81にて販売。

#### 参加クリエイター
イラスト
- 島崎麻里
- 美樹本晴彦
- 倉花千夏
- 吉崎観音
- 村田蓮爾
- 星野リリィ

漫画
- 岡崎能士
  - 『どろろ』
  - 書き下ろし
- 岡崎みな
  - 『UNICO』
  - 書き下ろし
- 森チャック
  - 『4ページでわかる やけっぱちのマリア』
  - 書き下ろし
- あさりよしとお
  - 『W3(ワンダースリー) 予告編』
  - 書き下ろし

### osamu moet moso CONCEPT BOOK 2.0
コミックマーケット82にて販売。

#### 参加クリエイター
イラスト
- 吉崎観音
- 三輪士郎

ラフイラスト
- いとうのいぢ

漫画
- あさりよしとお
  - 『W3(ワンダースリー) 第一話』
  - 書き下ろし
- ばびりぃ
  - 『Through The Third Eye -三つ目がとおる-』
  - 書き下ろし
- 鈴木小波
  - 『どろろ第一話』
  - 書き下ろし
- えぬお
  - 『「なんとも不思議だわ」 ダスト8』
  - 書き下ろし

### osamu moet moso CONCEPT BOOK 3.0
COMITIA104にて販売。

#### 参加クリエイター
イラスト
- 吉崎観音
- POP
- ワダアルコ

漫画
- 犬上すくね
  - 『A.D.7 → A.D.21』
- あさりよしとお
  - 『W3(ワンダースリー) 第二話』
- ばびりぃ
  - 『三つ目がとおる』
- えぬお
  - 『ダスト8』
- 鈴木小波
  - 『どろろ第二話』